# Thrips dilatatus
Thrips dilatatus är en insektsart som beskrevs av Jindřich Uzel 1895. Thrips dilatatus ingår i släktet Thrips, och familjen smaltripsar. Arten är reproducerande i Sverige.